# The Blacklist
Blacklist är en amerikansk TV-serie som började sändas 23 september 2013 i USA på tv-kanalen NBC. Serien är skapad av Jon Bokenkamp. Huvudrollerna spelas av James Spader som Raymond "Red" Reddington, och Megan Boone som Elizabeth Keen.
Den sjunde säsongen av serien var planerad att även den ha 22 avsnitt, men på grund av coronapandemin avslutades säsongen istället efter 19 avsnitt. Det sista avsnittet sändes i USA 15 maj och var till hälften animerat.
Den 20 februari 2020 beställde NBC en åttonde säsong av serien som hade premiär 13 november 2020.
Mellan säsong sju och säsong åtta var det två skådespelare som medverkade i serien som dog och tvingade fram förändringar i serien. Clark Middleton som spelade Reddingtons kontakt på DMV (Department of Motor Vehicles): "Glen" och Brian Dennehy som spelade Dominic "Dom" Wilkinson, Elizabeths Keens morfar.  Glen var del att den kommande intrigen, men kommer nu att skrivas ut ur serien på ett vid säsongens inledning oklart sätt. "Dom" däremot är en såpass viktig karaktär i serien att han istället ersattes av en ny skådespelare. Han porträtteras i säsong åtta av Ron Raines.

## Handling
Raymond "Red" Reddington, en av FBI:s mest efterlysta rymlingar, överlämnar sig själv i ambassaden  i Washington, DC. Han hävdar att FBI och han har ett gemensamt intresse av att bli av med farliga brottslingar och terrorister och att han har ovärderlig information. Han säger att han enbart kommer att tala med Elizabeth Keen, en oerfaren FBI-profilerare. Efter att FBI använt Reddingtons information för att hitta en terrorist avslöjar Reddington att denna terrorist bara är den första av många brottslingar som han kommer att hjälpa till med att neutralisera i utbyte mot åtalsimmunitet åt sig själv. Under sin egen kriminella karriär har han upprättat en lista över globala brottslingar som han tror utgör det största hotet mot samhället och de flesta på listan är okända för FBI. Reddington kallar listan "The Blacklist".

## Rollista (i urval)
| Karaktär                             | Skådespelare      | Säsonger          |
| ------------------------------------ | ----------------- | ----------------- |
| Raymond "Red" Reddington             | James Spader      | 1,2,3,4,5,6,7,8,9 |
| Dembe Zuma                           | Hisham Tawfiq     | 1,2,3,4,5,6,7,8,9 |
| FBI Special Agent Elizabeth Keen     | Megan Boone       | 1,2,3,4,5,6,7,8   |
| FBI Assistant Director Harold Cooper | Harry Lennix      | 1,2,3,4,5,6,7,8,9 |
| FBI Special Agent Donald Ressler     | Diego Klattenhoff | 1,2,3,4,5,6,7,8,9 |
| Aram Mojtabai                        | Amir Arison       | 1,2,3,4,5,6,7,8,9 |
| Tom Keen                             | Ryan Eggold       | 1,2,3,4           |
| CIA Agent Meera Malik                | Parminder Nagra   | 1                 |
| Katarina Rostova (som yngre)         | Lotte Verbeek     | 6                 |
| Katarina Rostova (som äldre)         | Laila Robins      | 6,7               |
| Dominic "Dom" Wilkinson              | Brian Dennehy     | 4,5,6,7           |
| Dominic "Dom" Wilkinson              | Ron Raines        | 8                 |

## DVD och Blu-ray
I Sverige har Blacklist släppts på DVD och Blu-ray av Sony.
| Säsong   | Episoder | Releasedatum      | Releasedatum      | Releasedatum |
| Säsong   | Episoder | Region 1          | Sverige           |              |
| -------- | -------- | ----------------- | ----------------- | ------------ |
| Säsong 1 | 22       | 12 augusti 2014   | 17 september 2014 |              |
| Säsong 2 | 22       | 18 augusti 2015   | 24 augusti 2015   |              |
| Säsong 3 | 23       | 2 augusti 2016    | 22 augusti 2016   |              |
| Säsong 4 | 22       | 14 augusti 2017   | 14 augusti 2017   |              |
| Säsong 5 | 22       | 13 augusti 2018   | 1 oktober 2018    |              |
| Säsong 6 | 22       | 13 juni 2019      | 12 augusti 2019   |              |
| Säsong 7 | 19       | 17 september 2020 | 17 september 2020 |              |
| Säsong 8 | 22       | 21 september 2021 | 15 november 2021  |              |